# Jelena Nowik
Jelena Nowik (ur. 23 marca 1994) – rosyjska siatkarka, grająca na pozycji rozgrywającej. Od sezonu 2018/2019 występuje w drużynie Dinamo Kazań.

## Sukcesy klubowe
Puchar Rosji:
- 2011

Mistrzostwo Rosji:
- 2012, 2013

## Sukcesy reprezentaycjne
Letnia Uniwersjada:
- 2019